# Atractus alphonsehogei
Espèce
Atractus alphonsehogei  est une espèce de serpents de la famille des Dipsadidae.

## Répartition
Cette espèce est endémique du Brésil. Elle se rencontre dans les États d'Amazonas, du Pará et du Maranhão.

## Étymologie
Cette espèce est nommée en l'honneur d'Alphonse Richard Hoge.

## Publication originale
- da Cunha & do Nascimento, 1983 : Ofidios da Amazonia 20 - As especies de Atractus Wagler, 1828, na Amazonia oriental & Maranhao (Ophidia, Colubridae). Boletim do Museu Paraense Emilio Goeldi, Nova Serie, Zoologia, no 123, p. 1-38.